# Constantin Radu
Constantin Radu (Pitești, 5 gennaio 1945 – 16 maggio 2020) è stato un calciatore rumeno, di ruolo attaccante.

## Palmarès
- Campionato rumeno: 1

Arges Pitesti: 1971-72